# د اندرا ماس
د اندرا ماس (انگلیسی: D'Andra Moss؛ زادهٔ ۲۱ فوریهٔ ۱۹۸۸) بازیکن بسکتبال اهل ایالات متحده آمریکا است.